# زالنک
زالنک (به آلمانی: Sallneck) یک منطقهٔ مسکونی در آلمان است که در کلاینس ویزنتال واقع شده‌است. زالنک ۳۵۵ نفر جمعیت دارد.